# Kirshyal, Basavana Bagevadi
Kirshyal là một làng thuộc tehsil Basavana Bagevadi, huyện Bijapur, bang Karnataka, Ấn Độ.